# República parlamentaria

Estados con república parlamentaria.
Estados con sistema presidencial con gobierno vinculado al parlamento.

La república parlamentaria es, en oposición a las repúblicas presidencialistas y las semipresidencialistas, una forma de gobierno en la cual el jefe del Estado, normalmente, no tiene poderes ejecutivos reales como un presidente ejecutivo, ya que la mayoría de estos poderes le han sido concedidos al jefe de Gobierno, normalmente llamado primer ministro. Sin embargo, el jefe de Estado y el jefe de Gobierno deben formar una sola oficina en una república parlamentaria (como Sudáfrica o Botsuana), pero el presidente se sigue eligiendo de la misma manera que el primer ministro en los estados tipo Sistema de Westminster. En ciertas ocasiones el presidente ha de tener poder ejecutivo legal, para llevar a cabo el día a día de las instituciones (como en Finlandia o Irlanda) pero no hacen uso de estos poderes. Algunas repúblicas parlamentarias podrían, por tanto, ser vistas como repúblicas con un sistema semipresidencialista, pero funcionando de una forma parlamentaria.

## Desarrollo histórico
Normalmente, las repúblicas parlamentarias son Estados que antes eran monarquías constitucionales con un sistema parlamentario.
Tras la derrota de Napoleón III en la Guerra Franco-Prusiana, Francia se convirtió de nuevo en una república - la Tercera República Francesa - en 1870. El Presidente de la Tercera República tenía poderes ejecutivos significativamente menores que los de las dos repúblicas anteriores. La Tercera República duró hasta la invasión de Francia por la Alemania nazi en 1940. Tras el fin de la guerra, la Cuarta República Francesa se constituyó en 1946 siguiendo líneas similares. La Cuarta República fue testigo de una época de gran crecimiento económico en Francia y de la reconstrucción de las instituciones sociales y la industria de la nación tras la guerra, y desempeñó un papel importante en el desarrollo del proceso de integración europea, que cambió el continente de forma permanente. Se hicieron algunos intentos de reforzar el poder ejecutivo para evitar la situación de inestabilidad que había existido antes de la guerra, pero la inestabilidad se mantuvo y la Cuarta República fue testigo de frecuentes cambios de gobierno: hubo 20 gobiernos en diez años.Además, el gobierno se mostró incapaz de tomar decisiones eficaces en materia de descolonización. Como resultado, la IV República se derrumbó y Charles de Gaulle recibió el poder para gobernar por decreto, posteriormente legitimado por la aprobación de una nueva constitución en un referéndum el 28 de septiembre de 1958 que condujo al establecimiento de la V República Francesa en 1959.
Chile se convirtió en la primera república parlamentaria de Sudamérica tras una guerra civil en 1891. Sin embargo, tras un golpe de Estado en 1925 este sistema fue sustituido por una presidencial.

### Mancomunidad de Naciones
Desde la Declaración de Londres de 29 de abril de 1949 (pocas semanas después de que Irlanda se declarara república, y se excluyera de la Commonwealth) las repúblicas han sido admitidas como miembros de la Commonwealth de Naciones. En el caso de muchas repúblicas de la Commonwealth de Naciones, era habitual que el Soberano, antes representado por un Gobernador General, fuera sustituido por un jefe de Estado no ejecutivo. Este fue el caso de Sudáfrica (que dejó de ser miembro de la Commonwealth inmediatamente después de convertirse en república, y más tarde pasó a tener una presidencia ejecutiva), Malta, Trinidad y Tobago, India, Vanuatu y, más recientemente, Barbados. En muchos de estos ejemplos, el último Gobernador General se convirtió en el primer Presidente. Tal fue el caso de Sri Lanka y Pakistán.
Otros Estados se convirtieron en repúblicas parlamentarias al obtener la independencia.

## Lista de las actuales repúblicas parlamentarias
| País                            | Anteriormente                                                                                   | República parlamentaria adoptada en | Jefe de Estado elegido                                                                 |
| ------------------------------- | ----------------------------------------------------------------------------------------------- | ----------------------------------- | -------------------------------------------------------------------------------------- |
| Albania                         | Estado unipartidista                                                                            | 1991                                | por el parlamento, por mayoría de tres quintos                                         |
| Alemania                        | Estado multipartidista (con el SED como partido hegemónico en la República Democrática Alemana) | 1949                                | por la Asamblea federal (Parlamento y delegados estatales), por mayoría de dos tercios |
| Austria                         | Estado unipartidista                                                                            | 1955                                | directamente, en segunda ronda                                                         |
| Bangladés                       | República Presidencialista (Parte de Pakistán)                                                  | 1971                                | por el parlamento                                                                      |
| Barbados                        | Monarquía Constitucional (Reino de la Commonwealth)                                             | 2021                                | por el parlamento                                                                      |
| Birmania                        | Sistema presidencial                                                                            | 2011                                | por el parlamento                                                                      |
| Bosnia y Herzegovina            | Estado unipartidista (parte de Yugoslavia)                                                      | 1991                                | directamente, en segunda ronda                                                         |
| Botsuana                        | Monarquía Constitucional (Reino de la Commonwealth)                                             | 1967                                | por el parlamento                                                                      |
| Bulgaria                        | Estado unipartidista                                                                            | 1947                                | por el parlamento                                                                      |
| Cabo Verde                      | Estado unipartidista                                                                            | 1990                                | directamente                                                                           |
| Croacia                         | Estado unipartidista (parte de Yugoslavia)                                                      | 1991                                | directamente, en segunda ronda                                                         |
| República Checa                 | Estado unipartidista (parte de Checoslovaquia)                                                  | 1993                                | por el parlamento, por mayoría                                                         |
| Dominica                        | Territorio Británico de Ultramar                                                                | 1978                                | por el parlamento, por mayoría                                                         |
| Eslovaquia                      | Estado unipartidista (parte de Checoslovaquia)                                                  | 1993                                | por el parlamento                                                                      |
| Eslovenia                       | Estado unipartidista (parte de Yugoslavia)                                                      | 1991                                | directamente, en segunda ronda                                                         |
| Estonia                         | Estado unipartidista (parte de la Unión Soviética)                                              | 1992                                | por el parlamento, por mayoría de dos tercios                                          |
| Etiopía                         | Estado unipartidista                                                                            | 1991                                | por el parlamento, por mayoría de dos tercios                                          |
| Finlandia                       | Sistema semipresidencial                                                                        | 2000                                | directamente, en segunda ronda                                                         |
| Fiyi                            | Monarquía Constitucional (Reino de la Commonwealth)                                             | 1987                                | por el parlamento                                                                      |
| Grecia                          | Directorio militar                                                                              | 1974                                | por el parlamento, por mayoría                                                         |
| Hungría                         | Estado unipartidista                                                                            | 1990                                | por el parlamento, por mayoría absoluta                                                |
| Islandia                        | Monarquía Constitucional (parte de Dinamarca)                                                   | 1944                                | directamente                                                                           |
| India                           | Monarquía Constitucional (Reino de la Commonwealth)                                             | 1950                                | por el parlamento y los legisladores estatales                                         |
| Irak                            | Estado unipartidista                                                                            | 2005                                | por el parlamento, por mayoría de dos tercios                                          |
| Irlanda                         | Monarquía constitucional (Reino de la Commonwealth)                                             | 1949                                | directamente                                                                           |
| Israel                          | Protectorado (parte del Mandato Británico de Palestina)                                         | 1949                                | por el parlamento, por mayoría de dos tercios                                          |
| Italia                          | Monarquía constitucional                                                                        | 1948                                | por el parlamento, por mayoría                                                         |
| Kiribati                        | Protectorado                                                                                    | 1979                                | directamente                                                                           |
| Kirguistán                      | Sistema presidencial                                                                            | 2010                                | directamente, en segunda ronda                                                         |
| Letonia                         | Estado unipartidista (parte de la Unión Soviética hasta el 21 de agosto de 1991)                | 1991                                | por el parlamento                                                                      |
| Líbano                          | Protectorado (parte del Mandato francés del Líbano)                                             | 1941                                | por el parlamento                                                                      |
| Libia                           | Gobierno Provisional (después de 2011) Yamahiriya (antes de 2011)                               | 2012                                | por el parlamento                                                                      |
| Lituania                        | Estado unipartidista (parte de la Unión Soviética)                                              | 1990                                | directamente, en segunda ronda                                                         |
| Macedonia del Norte             | Estado unipartidista (parte de Yugoslavia)                                                      | 1991                                | directamente, en segunda ronda                                                         |
| Malta                           | Monarquía Constitucional (Reino de la Commonwealth)                                             | 1974                                | directamente, en segunda ronda                                                         |
| Islas Marshall                  | Territorio en Fideicomiso de las Islas del Pacífico                                             | 1979                                | por el parlamento                                                                      |
| Mauricio                        | Monarquía Constitucional (Reino de la Commonwealth)                                             | 1992                                | por el parlamento, por mayoría                                                         |
| Estados Federados de Micronesia | Territorio en Fideicomiso de las Islas del Pacífico                                             | 1986                                | por el parlamento                                                                      |
| Moldavia                        | Estado unipartidista                                                                            | 1994                                | por el parlamento                                                                      |
| Mongolia                        | Estado unipartidista                                                                            | 1949                                | por el parlamento                                                                      |
| Montenegro                      | República Federal (en unión con Serbia)                                                         | 2006                                | directamente, en segunda ronda                                                         |
| Nauru                           | Territorio en Fideicomiso de Australia                                                          | 1968                                | por el parlamento                                                                      |
| Nepal                           | Monarquía Constitucional                                                                        | 2008                                | por el parlamento                                                                      |
| Pakistán                        | Sistema presidencial y semipresidencial                                                         | 2010                                | por el parlamento y legisladores del Estado, por voto simple transferible              |
| Polonia                         | Estado unipartidista                                                                            | 1990                                | directamente, en segunda ronda                                                         |
| Samoa                           | Monarquía Constitucional                                                                        | 2007                                | por el parlamento                                                                      |
| San Marino                      | Parte del Imperio romano                                                                        | 301                                 | por el parlamento                                                                      |
| Serbia                          | República Federal (en unión con Montenegro)                                                     | 2006                                | directamente, por segunda ronda                                                        |
| Singapur                        | Monarquía Constitucional (Parte de Malasia)                                                     | 1965                                | directamente, por segunda ronda                                                        |
| Somalia                         | Gobierno Transicional (después de 1991) Estado unipartidista (antes de 1991)                    | 2012                                | por el parlamento                                                                      |
| Sudáfrica                       | Monarquía Constitucional (Reino de la Commonwealth)                                             | 1961                                | por el parlamento, por mayoría                                                         |
| Suiza                           | Directorio militar (ocupado por Francia)                                                        | 1802                                | Por el parlamento                                                                      |
| Timor Oriental                  | Directorio militar (ocupado por Indonesia)                                                      | 1999                                | directamente, en segunda ronda                                                         |
| Trinidad y Tobago               | Monarquía Constitucional (Reino de la Commonwealth)                                             | 1976                                | por el parlamento                                                                      |
| Túnez                           | Sistema semipresidencial                                                                        | 2014                                | por el parlamento, por mayoría                                                         |
| Vanuatu                         | Monarquía Constitucional (Reino de la Commonwealth)                                             | 1947                                | por el parlamento y el consejo regional de presidentes, por mayoría                    |

## Antiguas Repúblicas parlamentarias
| País                       | Año de comienzo de la república parlamentaria | Año del cambio de estatus | Cambiado a                                                                             | Estatus cambiado por                                      |
| -------------------------- | --------------------------------------------- | ------------------------- | -------------------------------------------------------------------------------------- | --------------------------------------------------------- |
| Chile                      | 1891                                          | 1924                      | Sistema presidencial                                                                   | Golpe de Estado y promulgación de la Constitución de 1925 |
| Brasil                     | 1961                                          | 1963                      | Sistema presidencial                                                                   | Referéndum                                                |
| Tercera República Francesa | 1870                                          | 1940                      | División del país en una zona ocupada militarmente y en un estado títere y autoritario | Invasión alemana (II Guerra Mundial)                      |
| Cuarta República Francesa  | 1946                                          | 1958                      | Sistema semipresidencial (Quinta República Francesa)                                   | Inestabilidad política                                    |
| Guyana                     | 1970                                          | 1980                      | Sistema semipresidencial                                                               | Reforma constitucional                                    |
| Pakistán                   | 1956                                          |                           | Sistema presidencial                                                                   | Reforma constitucional                                    |
| Nigeria                    | 1963                                          | 1979                      | Sistema presidencial                                                                   | Reforma constitucional                                    |
| Sri Lanka                  | 1972                                          | 1978                      | Sistema presidencial                                                                   | Reforma constitucional                                    |
| Uganda                     | 1963                                          | 1966                      | Sistema presidencial                                                                   | Suspensión de la Constitución                             |

### Chile
En Chile, el periodo histórico de 1891 a 1924 corresponde a un régimen parlamentario de facto. Esto se debió a que durante este periodo se mantuvo la vigencia de la Constitución de 1833, que en su origen había servido para un régimen fuertemente presidencial. Sin embargo, el uso de ciertas prerrogativas constitucionales, la tradición anterior a 1891, y el desenlace de la guerra civil de ese año, dio al Congreso Nacional de Chile la capacidad de exigir permanentemente responsabilidad política al gabinete ministerial. De esta manera, a partir de la presidencia de Jorge Montt, de 1891 a 1896, el gabinete siempre debió contar con mayoría parlamentaria. El Presidente de la República de Chile siguió siendo el jefe de Estado, pero tenía 2 atribuciones de la cual carecen los presidentes en un sistema parlamentario: Tenía derecho de veto suspensivo sobre las leyes aprobadas por el Congreso, el cual podía ser superado por el voto de los 2/3 de los parlamentarios de cada cámara; y la más importante, era que las sesiones del gabinete se celebraban bajo su conducción.
Si bien durante este régimen nunca existió el cargo de Primer Ministro', Premier o Presidente del Consejo de Ministros, fue el Ministro del Interior de Chile el que se convirtió en el "Primer Ministro de facto, el Jefe natural del Gabinete". En el caso de que el Gabinete liderado por el ministro del Interior perdiera la mayoría del Legislativo, este lo podía hacer renunciar mediante el rechazo a las Leyes Periódicas (Presupuesto, Financiamiento de las Fuerzas Armadas, etc.) las que eran ocupadas como un símil a las Mociones de Censura, donde usualmente el parlamento destituye a un primer ministro. Debido a que no existía limitación en cuanto a la pérdida de confianza del parlamento al jefe de Gobierno, (como sí las hay en algunos regímenes parlamentarios de jure como Alemania) lo usual era que la duración de los Gobiernos Parlamentarios en Chile no duraran más allá de 8 meses, esto sumado a la volatilidad de las Coaliciones de gobierno, las que constantemente se modificaban.